# Judaswiege

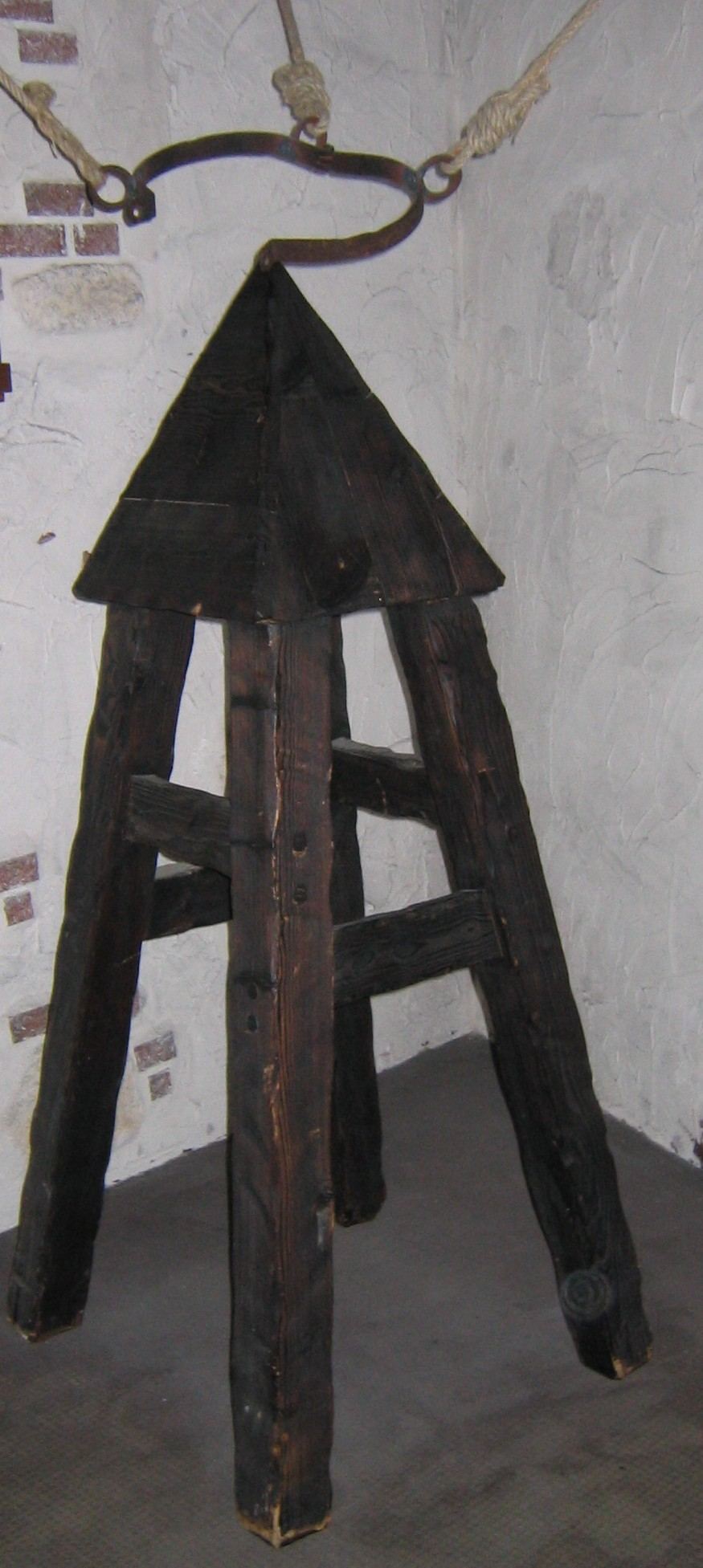
Judaswiege im Mittelalterlichen Foltermuseum Freiburg

Die Judaswiege ist ein Folterwerkzeug, das angeblich im Mittelalter verwendet wurde, dessen Existenz jedoch historisch nicht belegt ist. 
Sie besteht aus einem drei- oder vierbeinigen Holzgestell, das nach oben spitz zuläuft. Das Folteropfer sollte mittels einer Seilwinde mit dem Gesäß auf die Spitze niedergelassen werden. Dabei konnte es, je nach Wunsch des Verhörers, in die Höhe gezogen oder wieder herabgelassen werden.
Sowohl die Fesselung als auch das Hochhieven des Opfers führten zu starken Schmerzen. Die Spitze der Judaswiege führte zu Verletzungen des Unterleibs. Hinzu kam die Demütigung des Opfers, da es vor Beginn der Folter wohl meist ausgezogen wurde.